# HMS Duke (1682)
Pour les autres navires du même nom, voir HMS Prince George et HMS Duke.

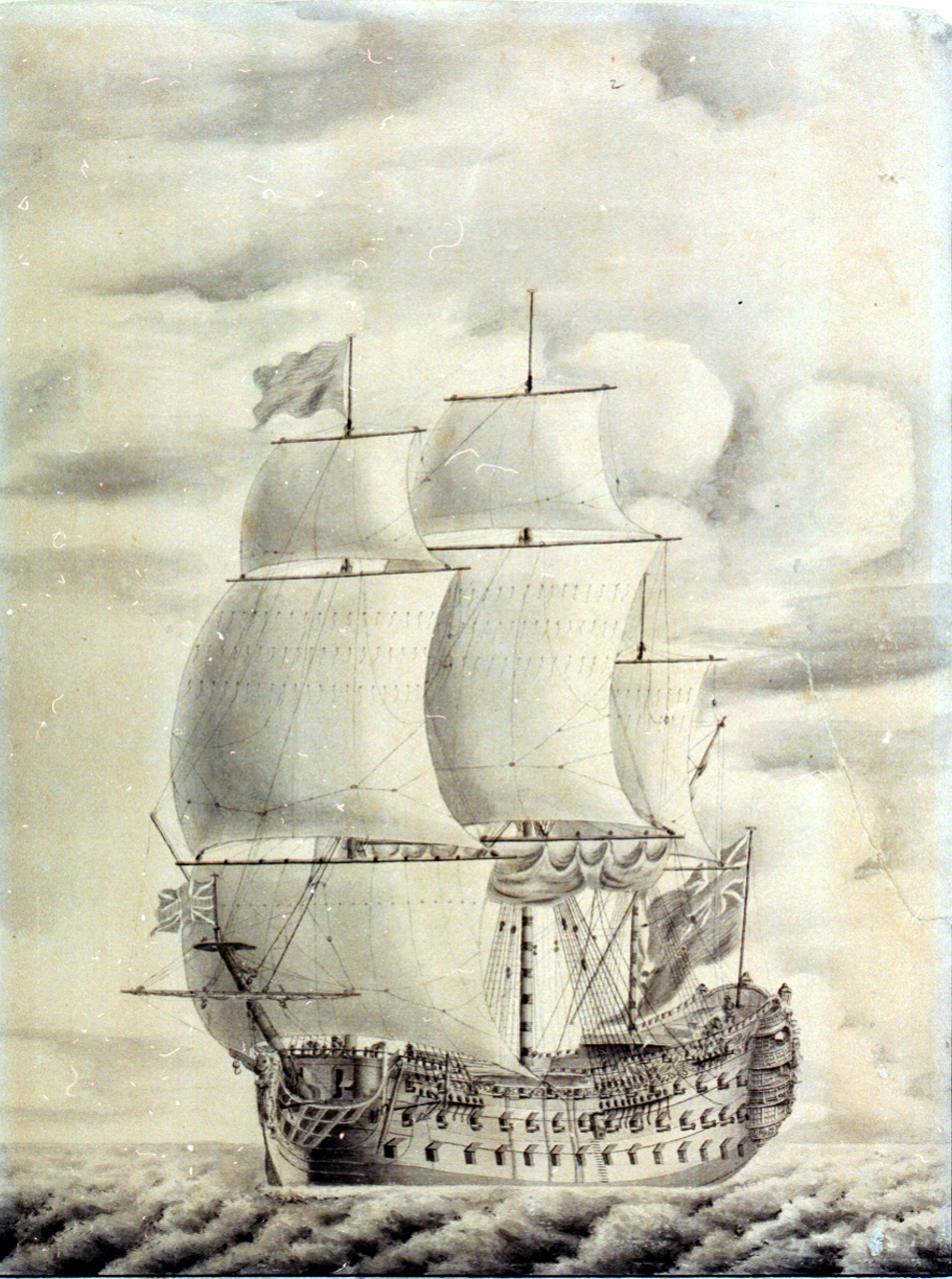
Représentation du HMS Prince George.

Le HMS Duke est un vaisseau de ligne de deuxième rang de 90 canons, en service dans la Royal Navy, à la fin du XVIIe et pendant la première moitié du XVIIIe siècle. Construit aux chantiers navals de Woolwich Dockyard, il est lancé en 1682.
Complètement reconstruit en 1701, il est renommé HMS Prince George, en l'honneur du futur roi George II). Après sa reconstruction, il sert pendant la guerre de Succession d'Espagne, et est présent à la bataille de Málaga et lors de la prise Gibraltar.
Le 4 novembre 1719, le Prince George est démantelé et reconstruit une seconde fois sur les chantiers navals de Deptford, d'où il est lancé le 4 septembre 1723 selon les préconisations du 1719 Establishment. Il sert à nouveau pendant la guerre de Succession d'Autriche. Le 14 mai 1747, lors de la première bataille du cap Finisterre, il sert de vaisseau amiral à l'amiral Anson.
Il sert jusqu'au 13 avril 1758, lorsqu'il est détruit par un incendie accidentel qui se déclare à bord alors qu'il se trouve dans le golfe de Gascogne.

## Sources et bibliographie
- (en) Brian Lavery, The Ship of the Line, vol. 1 : « The development of the battlefleet 1650-1850 », Conway Maritime Press, 2003,  (ISBN 0-85177-252-8).
- (en) Rif Winfield, British Warships in the Age of Sail : 1714-1792, Seaforth Publishing, 2007,  (ISBN 978-1-84415-700-6).